# Lumberport
Lumberport est une ville américaine située dans le comté de Harrison en Virginie-Occidentale.
Selon le recensement de 2010, Lumberport compte 876 habitants. La municipalité s'étend sur 0,50 milles carrés (1,29 km2).
La ville, qui est une municipalité depuis 1838, doit son nom à un port qui emmenait le bois vers Pittsburgh.